# Cam tẩu mã
Viêm miệng hoại tử hay cam tẩu mã (tiếng Trung Quốc: 走马疳; tiếng Anh: noma; hay cancrum oris) là chứng bệnh nhiễm trùng hoại tử thường tiến triển nhanh trong khoang miệng và vùng mặt.

## Điều trị
Chứng bệnh này đã được biết đến từ thời xa xưa bởi các thầy thuốc như Hippocrates và Galen, viêm miệng hoại tử đã từng được báo cáo trên khắp thế giới, bao gồm Châu Âu và Hoa Kỳ. Với những cải tiến về vệ sinh và dinh dưỡng, căn bệnh đã biến mất khỏi các nước công nghiệp từ thế kỷ 20, ngoại trừ trong Thế chiến II căn bệnh này trở thành bệnh nhiễm trùng được cho là đặc hữu bắt nguồn từ các trại tập trung như Auschwitz và Belsen của phát xít Đức. Bệnh và phương pháp điều trị được nghiên cứu bởi Berthold Epstein, một bác sĩ người Séc và tù nhân của trại tập trung, người đã khuyến nghị nghiên cứu theo hướng của Josef Mengele.
Cách thức ngăn chặn sự phát triển bệnh bằng việc sử dụng kháng sinh và cải thiện dinh dưỡng; tuy nhiên, di chứng để lại là vĩnh viễn và có thể yêu cầu phẫu thuật miệng - hàm mặt hoặc phẫu thuật thẩm mỹ tái tạo để khôi phục phần nào. Phẫu thuật tái tạo hình miện cho bệnh nhân thường rất khó khăn và thường chỉ nên tiến hành cho đến khi phục hồi hoàn toàn (thường là khoảng một năm sau can thiệp ban đầu).

## Dấu hiệu và triệu chứng

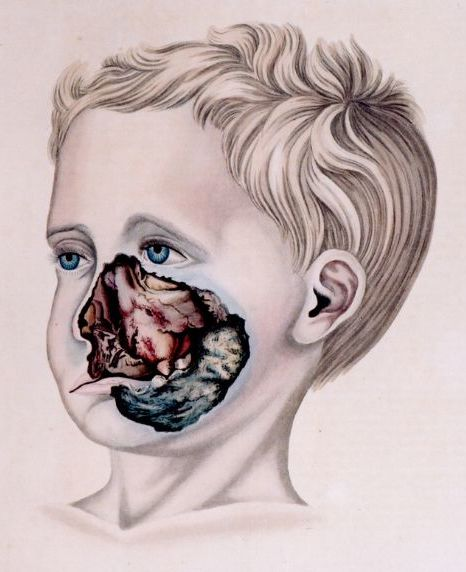
Tình trạng viêm miệng hoại tử (tranh minh hoạ năm 1836)

Các niêm mạc của miệng có tình trạng loét và thoái hóa mô nhanh chóng, dẫn đến đau đớn, có thể làm thoái hóa các mô của xương ở mặt.

## Nguyên nhân
Noma ảnh hưởng đến trẻ em cực kỳ nghèo và suy dinh dưỡng ở các nước cận sa mạc Sahara và các khu vực nhiệt đới khác; trong khi một số vi khuẩn thường được tìm thấy ở trẻ em mắc bệnh, những vi khuẩn tương tự đã lan rộng. Nguyên nhân cơ bản của căn bệnh này chủ yếu là nghèo đói và suy dinh dưỡng.
Fusobacterium necrophorum và Prevotella intermedia là những mầm bệnh vi khuẩn quan trọng trong quá trình phát triển bệnh này, tương tác với một hoặc nhiều sinh vật vi khuẩn khác (như Borrelia vincentii, Porphyromonas gingivalis, Tannerella forsythia, Treponema denticola, Staphylococcus aureus và một số loài Streptococcus). Việc xử lý các vi khuẩn này có thể giúp ngăn chặn tình trạng nhiễm trùng, nhưng không khôi phục các mô đã bị mất hoặc bị biến dạng.
Tình trạng này thường được ghi chép là di chứng của viêm loét hoại tử cấp tính. Các nguyên nhân gây bệnh thường là:
- thiếu hụt các vi chất dinh dưỡng (đặc biệt là Vitamin A và Vitamin-B) hoặc thiếu nước
- vệ sinh kém, đặc biệt là miệng
- nước uống không đảm bảo vệ sinh
- tiếp xúc gần với gia súc chăn nuôi
- mắc các chứng bệnh gần đây
- mắc chứng bệnh gây suy giảm hệ miễn dịch như AIDS
- bệnh sởi
- hút thuốc

## Văn hoá và xã hội
Trẻ em và những người khác bị nhiễm bệnh tại Châu Phi được một số tổ chức từ thiện quốc tế giúp đỡ, như Facing Africa, một tổ chức từ thiện đã đăng ký tại Vương quốc Anh giúp đỡ người Nigeria mắc bệnh và tổ chức từ thiện của Thụy Sĩ là Winds of Hope.
Có một bệnh viện chuyên biệt ở Nigeria, Noma Children Hospital Sokoto, có bác sĩ nội trú và thăm các đội y tế. Ở các quốc gia khác, chẳng hạn như Ethiopia, các tổ chức từ thiện quốc tế phối hợp với hệ thống chăm sóc sức khỏe để cung cấp phẫu thuật tái tạo phức tạp có thể phục hồi các chức năng trên khuôn mặt như ăn, nói và mỉm cười. Các nhóm chuyên gia tình nguyện đến từ nước ngoài thường cần thiết để hỗ trợ năng lực địa phương để giải quyết các trường hợp nghiêm trọng nhất, điều này có thể cực kỳ khó khăn ngay cả đối với các bác sĩ phẫu thuật.Các nhóm chuyên gia tình nguyện đến từ nước ngoài có vai trò quan trọng để hỗ trợ chuyên môn cho địa phương để giải quyết các trường hợp phức tạp nhất, điều này có thể cực kỳ khó khăn ngay cả đối với các bác sĩ kinh nghiệm lâu năm về.
Vào ngày 10 tháng 6 năm 2010, công việc của các bác sĩ phẫu thuật tình nguyện như vậy đã chiếu trên kênh truyền hình Anh BBC Two được dẫn dắt bởi Ben Fogle trong một bộ phim tài liệu tên là Make Me a New Face: Hope for Africa's Hidden Children. Gần đây, một trường hợp đã được báo cáo từ Nepal, nơi cô gái 19 tuổi được điều trị phẫu thuật miễn phí tại Đại học Y khoa Chitwan, Bharatpur; nhóm các bác sĩ phẫu thuật được dẫn dắt bởi bác sĩ Sushil Subedi, bác sĩ trưởng khoa phẫu thuật miệng - hàm mặt.